# Obcy – ósmy pasażer Nostromo
Obcy – ósmy pasażer Nostromo (ang. Alien) – brytyjsko-amerykański horror fantastycznonaukowy w reżyserii Ridleya Scotta z 1979 roku, pierwsza część serii Obcy.
Pierwszy z serii filmów połączonych osobą głównej bohaterki – Ellen Ripley, odtwarzanej przez Sigourney Weaver, oraz stworzoną przez Hansa Gigera postacią Obcego.
Film zapoczątkował pierwszą amerykańską serię, w której główną, heroiczną rolę gra kobieta. W roku 2002 Biblioteka Kongresu USA uznała film za „znaczący kulturowo”. Oznacza to jego szczególną ochronę, jako dziedzictwa kulturowego i przechowywanie w amerykańskim Narodowym Rejestrze Filmowym.
W 2003 roku powstała wersja reżyserska filmu. Pierwotną wersję uzupełniono o wcześniej usunięte sceny oraz cyfrową, stereofoniczną ścieżkę dźwiękową.

## Obsada
- Sigourney Weaver – III oficer pokładowa (WO) Ellen Ripley
- Tom Skerritt – kapitan Arthur Dallas
- Ian Holm – oficer naukowy Ash
- Veronica Cartwright – nawigator Joan Lambert
- Yaphet Kotto – chief mechanik Dennis Parker
- Harry Dean Stanton – mechanik Samuel Brett
- John Hurt – I oficer pokładowy (XO) Thomas Kane
- Bolaji Badejo, Eddie Powell(inne języki), Roy Scammell(inne języki) – obcy
- Helen Horton(inne języki) – MATKA (głos)

## Fabuła
Rok 2122. Frachtowiec kosmiczny USCSS Nostromo wraca na Ziemię z Thedus wraz z rafinerią do przetwarzania wzbogaconej rudy (20 mln ton rudy). Steruje nim komputer pokładowy o nazwie Matka (MU-TH-UR), a załoga pozostaje w stanie hibernacji. Spokój podróży zakłóca tajemniczy sygnał wysyłany z księżyca planety w układzie Zeta 2 Reticuli. Nieznany sygnał błędnie rozpoznany jako SOS, a będący w rzeczywistości ostrzeżeniem został odebrany przez Matkę, która budzi załogę z anabiozy.
Ludzie lądują Nostromo na (często mylonym z planetą) księżycu Acheron (LV-426), pozostawiając na orbicie rafinerię, w trakcie lądowania statek doznaje kilku uszkodzeń, spowodowanych zassaniem pyłu z atmosfery. Podczas gdy mechanicy Brett i Parker naprawiają uszkodzenia, do zbadania tajemniczego sygnału zostaje wysłana trzyosobowa ekipa zwiadowcza (Dallas, Lambert i Kane). Znajduje ona stary wrak statku kosmicznego nieznanej cywilizacji. W jego wnętrzu odkrywają szkielet członka obcej załogi, a także olbrzymią ładownię wypełnioną setkami skórzastych jaj.
Kane, który odkrył jaja, zostaje zaatakowany przez pająkowatą formę życia (larwę zwaną facehuggerem, czyli twarzołapem). Z przyczepionym do twarzy organizmem zostaje przetransportowany na prom, gdzie reszta załogi stara się uwolnić Kane’a od intruza. Badania wykazują, że tajemniczy organizm podtrzymuje Kane’a przy życiu i nie sposób go ściągnąć bez szkody dla zainfekowanego oficera. Pozostawiają go więc w takim stanie, zastanawiając się nad dalszymi krokami. Po pewnym czasie organizm odpada i umiera.
Po tym wypadku Kane wraca do zdrowia i zaczyna normalnie funkcjonować. Jednak podczas ostatniego posiłku przed hibernacją z klatki piersiowej mężczyzny wydostaje się wężowata postać, powodując śmierć żywiciela. Ten moment stanie się punktem zwrotnym – młody obcy przeobraża się z poczwarki w przerażającego potwora, który zabija kolejnych członków załogi.
Trzecią ofiarą obcego pada kapitan statku, Dallas. Wkrótce potem okazuje się, że jeden z członków załogi – oficer naukowy Ash jest androidem. Od niego bohaterowie dowiadują się straszliwej prawdy, że zostali celowo skierowani przez korporację Weyland-Yutani w celu sprowadzenia za wszelką cenę obcej formy życia. Nawet życie załogi miało być drugorzędne.
W końcu przy życiu pozostają jedynie kot Jonesy i I oficer Ripley, której udaje się zdetonować statek kosmiczny i uciec w kapsule ratunkowej. Jednakże przed Ripley na pokład kapsuły ratunkowej przedostaje się także obcy. Dochodzi do ostatecznego pojedynku Ripley i obcego, podczas którego Ripley wyrzuca Obcego przez śluzę w przestrzeń kosmiczną.

## Kontynuacje
Obcy – ósmy pasażer Nostromo i jego sukces stał się fundamentem powstania trylogii opisującej życie Ellen Ripley. Kasowość serii przerosła wszelkie oczekiwania, a twórcy filmowi postanowili zaskoczyć widzów, ożywiając Ripley (która ginie w trzeciej części) i stawiając ją raz jeszcze przeciwko Obcemu. Jean-Pierre Jeunet postanowił kontynuować historię Obcego, m.in. podejmując wątek Davida Finchera. Po śmierci Ellen została sklonowana na podstawie materiału genetycznego (wątek badań genetycznych zaczerpnięty z poprzedniej części), a klon Ripley osadzony został w laboratorium, będącym zarazem więzieniem (podobnie jak w Obcym 3). Dzięki podobnym zabiegom, twórcom udało się raz jeszcze wkupić w łaski widzów, a trylogia Ellen Ripley zastąpiona została szybko czteropakami serii opisanymi jako Kwadrylogia Obcego (ang. Alien Quadrilogy).

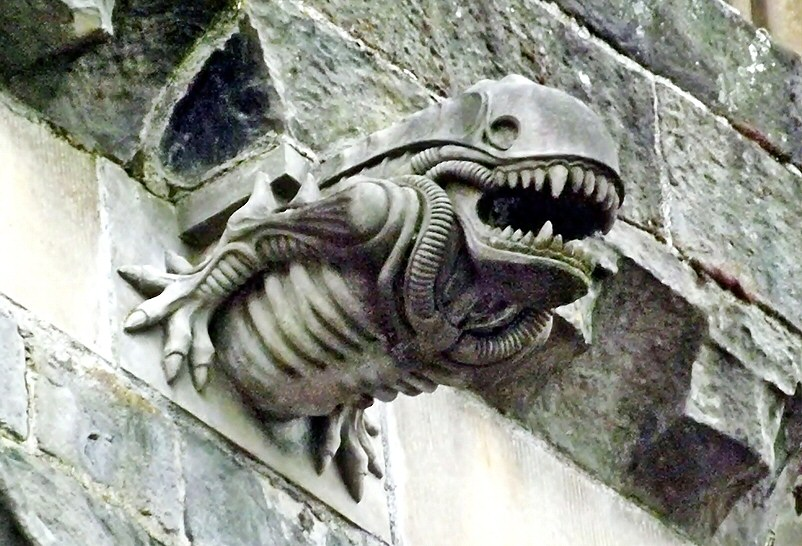
Jeden z 12 gargulców opactwa w Paisley (Szkocja), znany ze swojego podobieństwa do ksenomorficznego stworzenia z filmów Obcy. Obiekt wyremontowany w latach 90.

Liczne są nawiązania do istot pojawiających się w serii – występują one w książkach i komiksach, które budują świat Obcego. W nawiązaniu do komiksowej tradycji przeciwstawiania sobie postaci pochodzących z zupełnie różnych utworów, z inicjatywy reżysera Paula W. S. Andersona powstał crossover Obcy kontra Predator (Alien vs. Predator), który doczekał się także swojego sequela.

## Nagrody
- Oscar 1979 za najlepsze efekty wizualne (oraz nominacja za najlepszą scenografię)
- Nagroda Saturn w kategorii najlepszy film fantastycznonaukowy w 1979.
- Nagroda Brytyjskiej Akademii Filmowej (BAFTA) za najlepszą scenografię w 1979, dla Michaela Seymoura.
- Film otrzymał nagrodę Hugo w kategorii najlepsza prezentacja dramatyczna w 1980 roku[2].

## Odbiór
W serwisie Rotten Tomatoes 98% z 123 recenzji filmu jest pozytywne, zaś średnia ocen wyniosła 9.1 na 10. Agregator Metacritic przyznał filmowi wynik 89/100 na podstawie 34 recenzji.
Redaktorzy witryny filmyfantastyczne.pl wymienili projekt w notowaniu stu najlepszych horrorów, jakie kiedykolwiek powstały, przypisując mu pozycję pierwszą.